# Racket Boys
Racket Boys (Hangul: 라켓소년단, Hanja: 라켓少年團; RR: Raketsonyeondan, también conocida como Racket Boy Band o Los chicos del bádminton
), es una serie de televisión surcoreana transmitida del 31 de mayo de 2021 hasta el 9 de agosto de 2021 a través de SBS TV y Netflix.

## Sinopsis
La serie sigue a un grupo de jóvenes de 16 años de la escuela secundaria "Haenam Seo Middle School" ubicada en una zona rural lejana, que forman parte del club de bádminton de su escuela y que han crecido soñando con convertirse en ídolos del mundo del bádminton. Así cómo los desafíos que enfrentan cada uno de sus entrenadores mientras intentan convertirlos en jugadores de bádminton a nivel nacional.
Ra Yeong-ja fue una jugadora de bádminton legendaria, ahora retirada es contratada por la escuela Haenam Seo y se convierte en la carismática entrenadora del equipo de bádminton, que está conformada por jóvenes que no son muy buenos en ese deporte, por lo que tiene que trabajar duro para conseguir que el equipo de adolescentes mejore.
A medida que ponen todo su empeño mientras se enfrentan a varios desafíos, el equipo comienza a crecer mientras participan en competiciones atléticas juveniles.

## Reparto

### Personajes principales
| Actor                        | Personaje             | N.º de episodios | Notas |
| ---------------------------- | --------------------- | ---------------- | --- |
| Kim Sang-kyung Lee Seung-woo | Yoon Hyun-jong        | -                | Es el amable y entusiasta entrenador del equipo de bádminton que se muda a la pequeña ciudad de Haenam para ganar más dinero. Es el padre de Yoon Hae-kang y Yoon Hae-in. |
| Oh Na-ra                     | Ra Yeong-ja ("Ranos") | -                | Es una leyenda viviente en el mundo del bádminton que ocupó el número 1 en la nación y entrenadora del equipo de secundaria "Haenam Je Il All-Girls". Es la madre de Yoon Hae-kang y Yoon Hae-in. |
| Tang Joon-sang Kim Tae-yul   | Yoon Hae-kang         | - 1              | Es el hijo de Yoon Hyeon-jong y Ra Yeong-ja, un estudiante transferido de tercer año de secundaria, que es ferozmente competitivo y que era jugador de béisbol en Seúl. Es un ex prodigio del bádmintón, por lo que después de que en contra su voluntad se ve obligado a mudarse a la pequeña ciudad de Haenam junto a su familia, vuelve a jugar bádminton. |
| Son Sang-yeon                | Bang Yoon-dam         | -                | Es un estudiante de tercer año de secundaria, así como el capitán y un jugador estrella del equipo de bádminton. Es un joven al que le gusta ser el centro de atención y sueña con conseguir 100.000 seguidores en Instagram. |
| Choi Hyun-wook               | Na Woo-chan           | -                | Es un estudiante de tercer año de secundaria que es descrito como el "rey del hip hop" y "de la moda" en su escuela. Es un joven con una personalidad solidaria y excelente empatía, por lo que se convierte en el "mediador" cuando aparecen conflictos. |
| Kim Kang-hoon                | Lee Yong-tae          | -                | Es el jugadro más joven del equipo de bádminton, es un estudiante de segundo año de secundaria y un gran fan del jugador de bádminton Lee Yong-dae. Habla mucho y sabe mucho sobre bádminton. |
| Lee Jae-in                   | Han Se-yoon           | -                | Es una joven jugadora de bádminton de la escuela secundaria "Haenam Je Il All-Girls", que sueña con convertirse en la miembro más joven en representar a la selección nacional. |
| Lee Ji-won                   | Lee Han-sol           | -                | Es una joven estudiante y talentosa jugadora de bádminton, que tiene muchos otros sueños y que es del tipo que se enamora a primera vista. |

### Personajes secundarios
| Actor          | Personaje     | N.º de episodios | Notas |
| -------------- | ------------- | ---------------- | --- |
| Ahn Se-bin     | Yoon Hae-in   | -                | Es la pequeña hija de Yoon Hyeon-jong y Ra Yeong-ja, así como la hermana menor de Yoon Hae-kang. Tiene asma.                                                   |
| Park Hyo-joo   | -             | -                | Es una mujer que ha estado casada durante 10 años y que decide renunciar a la ajetreada vida en la ciudad para vivir en la zona rural de Haenam con su marido. |
| Jung Min-sung  | -             | -                | Es un hombre tímido y cariñoso, que ha estado casado por 10 años con su esposa y que deja la ajetreada vida en la ciudad para vivir en Haenam.                 |
| Kim Min-ki     | Jung In-sol   | -                | Es el joven expresidente de la iglesia. |
| Woo Hyun       | Hong Yi-jang  | -                | Es el antiguo jefe de la aldea y el presidente de la juventud.                                                                                                 |
| Shin Jung-geun | Mr. Bae       | -                | Es un entrenador de bádminton en la escuela secundaria "Haenam Seo Middle School".                                                                             |
| Baek Ji-won    | Mrs. Shin     | -                | Es una mujer que dice ser la guardiana de la aldea territorial.                                                                                                |
| Jung Dong-hwan | Park Jin-seok | -                | |
| Cha Mi-kyung   | Ki Jeom-duk   | -                | |

### Otros personajes
| Actor           | Personaje    | N.º de episodios | Notas                                                     |
| --------------- | ------------ | ---------------- | --------------------------------------------------------- |
| Shin Cheol-jin  | -            | -                | Es un hombre mayor y el esposo de Ome.                    |
| Kim Mi-kyung    | Abuela Ome   | -                | Es una mujer mayor.                                       |
| Yoon Young-keol | Maestro Dong | -                | Es el jefe de la aldea.                                   |
| Kim Ki-cheon    | -            | -                | Es el director de la secundaria.                          |
| Song Seung-hwan | -            | -                | Es un jugador de la Liga Nacional de Bádminton de Spring. |
| Hong Seo-joon   | -            | -                |                                                           |
| Jung Taek-hyun  | Jae-seok     | -                |                                                           |

### Apariciones especiales
| Actor           | Personaje        | Episodio(s) donde apareció | Notas |
| --------------- | ---------------- | -------------------------- | --- |
| Park Ho-san     | Park Sun-bae     | 1                          | Es el amigo de Yoon Hyeon-jong. |
| Kim Min-seok    | Hun-hoon         | 2                          | Es un joven estudiante que ayuda a la abuela Ome a ir de la estación del metro al restaurante "Father's Table" a pesar de su apretada agenda. |
| Choi Dae-hoon   | -                | 2-3, 5                     | Es un reportero de una revista de bádminton.                                                                                                  |
| Kang Seung-yoon | Park Jun-yeong   | 6                          | [ 13 ] |
| Park Hae-soo    | Lee Jae-joon     | 6                          | Es un entrenador y amigo de la infancia de Yoon Hyeon-jong.                                                                                   |
| Kim Sung-cheol  | Park Jun-yeong   | 6                          | Es el secretario general. |
| Lee Jun-hyeok   | Banjang Yu       | 6                          | |
| Jo Jae-yoon     | -                | 7-8                        | Es un hombre de la ciudad. |
| Lee Si-eon      | -                | 9                          | Es un transeúnte. |
| Heo Sung-tae    | Mr. Cheon        | 10                         | Es un entrenador que termina conociendo a Yoon Hyeon-jong y a los Racket Boys de Haenam West Middle School de una manera peculiar.            |
| Jung Hee-tae    | Hong Jeong-hyeon | -                          | Es el hermano menor de Hong Yi-jang. Es el capataz de la aldea y usa el lenguaje estándar.                                                    |
| Kwon Yu-ri      | Im Seo-hyun      | 16                         | [ 21 ] |
| Lee Kyu-hyung   | Park Jung-hwan   | 16                         | |
| Kim Seul-gi     | Mrs. Jang        | 16                         | Es una directora de producción. |

## Episodios
La serie está conformada por dieciséis episodios, los cuales fueron emitidos todos los lunes y martes a las 22:00 (KST).
La emisión del episodio 14, la cual estaba prevista fuera estrenada el 13 de julio de 2021, fue pospuesta y programada para emitirse el 19 de julio del mismo año, esto debido a que la SBS tomó la decisión de emitir solo un episodio esa semana, dada la preocupación por la rápida propagación de la nueva hola de COVID-19 en el área de Seúl.

### Ratings
Los números en color rojo indican las calificaciones más bajas, mientras que los números en azul indican las calificaciones más altas.
| Episodio | Parte    | Fecha de emisión    | Participación promedio de audiencia | Participación promedio de audiencia | Participación promedio de audiencia |
| Episodio | Parte    | Fecha de emisión    | AGB Nielsen                         | AGB Nielsen                         | TNmS                                |
| Episodio | Parte    | Fecha de emisión    | Nacional                            | Seúl                                | Nacional                            |
| -------- | -------- | ------------------- | ----------------------------------- | ----------------------------------- | ----------------------------------- |
| 1        | 1        | 31 de mayo de 2021  | 3.6%                                | N/A                                 | N/A                                 |
| 1        | 2        | 31 de mayo de 2021  | 5.7%                                | 5.9%                                | 6.0%                                |
| 1        | 3        | 31 de mayo de 2021  | 5.2%                                | 5.2%                                | 5.4%                                |
| 2        | 1        | 1 de junio de 2021  | 4.0%                                | N/A                                 | N/A                                 |
| 2        | 2        | 1 de junio de 2021  | 5.4%                                | 5.5%                                | 6.0%                                |
| 2        | 3        | 1 de junio de 2021  | 4.7%                                | 4.8%                                | 4.9%                                |
| 3        | 1        | 7 de junio de 2021  | 3.6%                                | N/A                                 | N/A                                 |
| 3        | 2        | 7 de junio de 2021  | 5.8%                                | 6.1%                                | 6.0%                                |
| 4        | 1        | 8 de junio de 2021  | 4.6%                                | N/A                                 | N/A                                 |
| 4        | 2        | 8 de junio de 2021  | 5.2%                                | 5.3%                                | 5.4%                                |
| 4        | 3        | 8 de junio de 2021  | 4.9%                                | 5.2%                                | 5.0%                                |
| 5        | 1        | 14 de junio de 2021 | 4.3%                                | N/A                                 | 4.6%                                |
| 5        | 2        | 14 de junio de 2021 | 6.2%                                | 6.2%                                | 6.0%                                |
| 6        | 1        | 15 de junio de 2021 | 4.3%                                | N/A                                 | 4.5%                                |
| 6        | 2        | 15 de junio de 2021 | 5.0%                                | 5.3%                                | 5.0%                                |
| 6        | 3        | 15 de junio de 2021 | 4.7%                                | N/A                                 | 4.9%                                |
| 7        | 1        | 21 de junio de 2021 | 4.5%                                | 4.8%                                | N/A                                 |
| 7        | 2        | 21 de junio de 2021 | 5.9%                                | 6.5%                                | 6.1%                                |
| 8        | 1        | 22 de junio de 2021 | 5.1%                                | 6.0%                                | 4.8%                                |
| 8        | 2        | 22 de junio de 2021 | 5.5%                                | 6.1%                                | 5.4%                                |
| 9        | 1        | 28 de junio de 2021 | 3.6%                                | N/A                                 | N/A                                 |
| 9        | 2        | 28 de junio de 2021 | 5.4%                                | 5.8%                                | 5.6%                                |
| 10       | 1        | 29 de junio de 2021 | 4.4%                                | 4.7%                                | 4.5%                                |
| 10       | 2        | 29 de junio de 2021 | 5.1%                                | 5.5%                                | N/A                                 |
| 11       | 1        | 5 de julio de 2021  | 4.8%                                | 4.7%                                | 4.9%                                |
| 12       | 1        | 6 de julio de 2021  | 5.2%                                | 5.4%                                | 6.1%                                |
| 13       | 1        | 12 de julio de 2021 | 4.9%                                | 5.1%                                | 5.1%                                |
| 14       | 1        | 19 de julio de 2021 | 5.1%                                | 5.4%                                | 5.1%                                |
| 15       | 1        | 26 de julio de 2021 | 5.6%                                | 5.7%                                | 5.0%                                |
| 16       | 1        | 9 de agosto de 2021 | 4.6%                                | 4.3%                                | N/A                                 |
| Promedio | Promedio | Promedio            | 4.9%                                | 5.2%                                | 5.0%                                |

## Música
El OST de la serie está conformado por las siguientes canciones:

### Parte 1
| N.º | Intérpretes | Canción                        | Letra       | Música      | Duración |
| --- | ----------- | ------------------------------ | ----------- | ----------- | -------- |
| 1   | The Boyz    | "Will Be" (지금처럼; Like Now) | HONEY NOISE | HONEY NOISE | 3:03     |
| 2   |             | "Will Be" (Inst.)              | -           | HONEY NOISE | 3:03     |

### Parte 2
| N.º | Intérprete | Canción                  | Letra      | Música     | Duración |
| --- | ---------- | ------------------------ | ---------- | ---------- | -------- |
| 1   | Coffee Boy | "Focus on Me" (커피소년) | Coffee Boy | Coffee Boy | 3:40     |
| 2   |            | "Focus on Me" (Inst.)    | -          | Coffee Boy | 3:40     |

### Parte 3
| N.º | Intérpretes                            | Canción                                | Letra       | Música          | Duración |
| --- | -------------------------------------- | -------------------------------------- | ----------- | --------------- | -------- |
| 1   | Hyojung, Mimi & Binnie (de Oh My Girl) | "I Love You Teacher" (선생님 사랑해요) | Lee Do-yeon | Choi Joon-young | 3:49     |
| 2   |                                        | "I Love You Teacher" (Inst.)           | -           | Choi Joon-young | 3:49     |

### Parte 4
| N.º | Intérprete  | Canción                 | Letra                   | Música                  | Duración |
| --- | ----------- | ----------------------- | ----------------------- | ----------------------- | -------- |
| 1   | Lim Dan-woo | "Find Me" (나를 찾아서) | Sejun Park y Jihoon Woo | Sejun Park y Jihoon Woo | 3:51     |
| 2   |             | "Find Me" (Inst.)       | -                       | Sejun Park y Jihoon Woo | 3:51     |

### Parte 5
| N.º | Intérprete                | Canción         | Letra | Música | Duración |
| --- | ------------------------- | --------------- | ----- | ------ | -------- |
| 1   | Park Ji-won (de Fromis 9) | "Cloud"         | 0308  | 0308   | 3:51     |
| 2   |                           | "Cloud" (Inst.) | -     | 0308   | 3:51     |

## Premios y nominaciones
| Año  | Categoría                                                       | Premio                   | Nominado(a)    | Resultado |
| ---- | --------------------------------------------------------------- | ------------------------ | -------------- | --------- |
| 2022 | Best New Actor                                                  | 58th Baeksang Arts Award | Tang Joon-sang | Pendiente |
| 2021 | Top Excellence Award, Actor in a Miniseries Genre/Fantasy Drama | 2021 SBS Drama Award     | Kim Sang-kyung | Nominado  |
| 2021 | Excellence Award, Actress in a Miniseries Genre/Fantasy Drama   | 2021 SBS Drama Award     | Oh Na-ra       | Nominada  |
| 2021 | Best Supporting Actor in a Miniseries Genre/Fantasy Drama       | 2021 SBS Drama Award     | Shin Jung-geun | Nominado  |
| 2021 | Best Supporting Actress in a Miniseries Genre/Fantasy Drama     | 2021 SBS Drama Award     | Cha Mi-kyung   | Nominada  |
| 2021 | Scene Stealer Award                                             | 2021 SBS Drama Award     | Heo Sung-tae   | Nominado  |
| 2021 | Best New Actor                                                  | 2021 SBS Drama Award     | Choi Hyun-wook | Ganó      |
| 2021 | Best New Actor                                                  | 2021 SBS Drama Award     | Son Sang-yeon  | Ganó      |
| 2021 | Best Character Award, Actress                                   | 2021 SBS Drama Award     | Oh Na-ra       | Ganó      |
| 2021 | Best Young Actor                                                | 2021 SBS Drama Award     | Tang Joon-sang | Ganó      |
| 2021 | Best Young Actress                                              | 2021 SBS Drama Award     | Lee Jae-in     | Ganó      |
| 2021 | Best Supporting Team                                            | 2021 SBS Drama Award     | Racket Boys    | Ganó      |

## Producción
La serie fue creada por Studio S (de la SBS) y también es conocida como "Racquet Boys", "Racket Boy Band", "Racket Boy Squad" y/o "Racket Boy Scouts".
La dirección estuvo a cargo de Jo Yeong-gwang (조영광), mientras que el guion fue realizado por Jeong Bo-hoon (정보훈).
Por otro lado, la producción estuvo en manos de Kim Hee-yeol, quien contó con el apoyo del productor ejecutivo Hong Sung chang (de la SBS).
La fotografía principal comenzó el 30 de enero de 2021 y el 21 de abril del mismo año, la SBS publicó imágenes de la primera lectura del guion.
La serie contó con el apoyo de la compañía de producción Pan Entertainment.

### Recepción
El 8 de junio de 2021, Good Data Corporation compartió su nueva clasificación de los dramas y miembros del elenco que generaron más revuelo durante la primera semana de junio del mismo año. Las listas se compilaron a partir del análisis de artículos de noticias, publicaciones de blogs, comunidades en línea, videos y publicaciones en redes sociales sobre los dramas que están actualmente al aire o que saldrán al aire próximamente. La serie obtuvo el puesto número 7 en la lista de dramas más comentados de la semana.
El 16 de junio de 2021, Good Data Corporation compartió su nueva clasificación de los dramas y miembros del elenco que generaron más revuelo durante la semana de junio del mismo año. Las listas se compilaron a partir del análisis de artículos de noticias, publicaciones de blogs, comunidades en línea, videos y publicaciones en redes sociales sobre los dramas que están actualmente al aire o que saldrán al aire próximamente. La serie obtuvo el puesto número 8 en la lista de dramas más comentados de la semana.
El 23 de junio de 2021, Good Data Corporation compartió su nueva clasificación de los dramas y miembros del elenco que generaron más revuelo durante la tercera semana de junio del mismo año. Las listas se compilaron a partir del análisis de artículos de noticias, publicaciones de blogs, comunidades en línea, videos y publicaciones en redes sociales sobre los dramas que están actualmente al aire o que saldrán al aire próximamente. La serie obtuvo el puesto número 10 en la lista de dramas más comentados de la semana.
El 3 de julio de 2021, Good Data Corporation compartió su nueva clasificación de los dramas y miembros del elenco que generaron más revuelo durante la semana. Las listas se compilaron a partir del análisis de artículos de noticias, publicaciones de blogs, comunidades en línea, videos y publicaciones en redes sociales sobre los dramas que están actualmente al aire o que saldrán al aire próximamente. La serie obtuvo el puesto número 8 en la lista de dramas más comentados de la semana.
El 6 de julio de 2021, Good Data Corporation compartió su nueva clasificación de los dramas y miembros del elenco que generaron más revuelo durante la semana del 28 de junio hasta el 4 de julio del mismo año. Las listas se compilaron a partir del análisis de artículos de noticias, publicaciones de blogs, comunidades en línea, videos y publicaciones en redes sociales sobre los dramas que están actualmente al aire o que saldrán al aire próximamente. La serie obtuvo el puesto número 9 en la lista de dramas más comentados de la semana.
El 13 de julio de 2021, Good Data Corporation compartió su nueva clasificación de los dramas y miembros del elenco que generaron más revuelo durante la semana. Las listas se compilaron a partir del análisis de artículos de noticias, publicaciones de blogs, comunidades en línea, videos y publicaciones en redes sociales sobre los dramas que están actualmente al aire o que saldrán al aire próximamente. La serie obtuvo el puesto número 9 en la lista de dramas más comentados de la semana.
El 19 de julio de 2021, Good Data Corporation compartió su nueva clasificación de los dramas y miembros del elenco que generaron más revuelo durante la semana. Las listas se compilaron a partir del análisis de artículos de noticias, publicaciones de blogs, comunidades en línea, videos y publicaciones en redes sociales sobre los dramas que están actualmente al aire o que saldrán al aire próximamente. La serie obtuvo el puesto número 10 en la lista de dramas más comentados de la semana.
El 26 de julio de 2021, Good Data Corporation compartió su nueva clasificación de los dramas y miembros del elenco que generaron más revuelo durante la semana. Las listas se compilaron a partir del análisis de artículos de noticias, publicaciones de blogs, comunidades en línea, videos y publicaciones en redes sociales sobre los dramas que están actualmente al aire o que saldrán al aire próximamente. La serie obtuvo el puesto número 8 en la lista de dramas más comentados de la semana.
El 2 de agosto de 2021, Good Data Corporation compartió su nueva clasificación de los dramas y miembros del elenco que generaron más revuelo durante la semana. Las listas se compilaron a partir del análisis de artículos de noticias, publicaciones de blogs, comunidades en línea, videos y publicaciones en redes sociales sobre los dramas que están actualmente al aire o que saldrán al aire próximamente. La serie obtuvo el puesto número 6 en la lista de dramas más comentados de la semana.
El 18 de agosto del mismo año, Good Data Corporation compartió su nueva clasificación de los dramas y miembros del elenco que generaron más revuelo durante la semana. Las listas se compilaron a partir del análisis de artículos de noticias, publicaciones de blogs, comunidades en línea, videos y publicaciones en redes sociales sobre los dramas que están actualmente al aire o que saldrán al aire próximamente. La serie obtuvo el puesto número 7 dentro de la lista de dramas más comentados de la semana.

### Distribución internacional
A partir del 17 de mayo de 2021, los episodios también estarán disponibles en todo el mundo para su transmisión en Netflix justamente después de que se transmitan a través de la SBS.